# Joseph L. Goldstein
Joseph Leonard Goldstein (rođen 18. travnja, 1940. Kingstree, Južna Karolina) je američki biokemičar i genetičar, koji je 1985.g. podijelio Nobelovu nagradu za fiziologiju ili medicinu zajedno s Michael S. Brownom za njihova otkrića regulacije metabolozma kolesterola.

## Otkriće
Brown i Goldsteinom su zajedno otkrili, proučavavši metabolizam kolesterola u kulturama vezivnog tkiva zdravih ispitanika i ispitanika koji boluju od obiteljske hiperkolestrolemije bez ili s dodatkom krvnog seruma (znači i kolesterola) u stanični medij, da stanice zdravih osoba podjeduju posebnu strukturu, receptor, koji veže lipoprotein male gustoće (LDL - engl. low density lipoprotein) dok stanice oboljelih imaju manjak ili potpuni gubitak tih receptora.
Jednako iznanađujuće je bilo i otkriće da se LDL čestica zajedno s receptorom unosi u stanicu gdje se LDL čestica razgrađuje na sastavnice (od kojih je jedna i kolestrol), a receptor se neoštečen vraća na površinu stanice spreman vezati sljedeću LDL česticu. 
Kolesterol oslobođen iz LDL čestice ima nekoliko fizioloških djelovanja unutar stanice:
- smanjuje stvaranje endogenog kolesterola smanjujući aktivnost ključnog enzima te sinteze, HMG CoA reduktaze.
- smanjuje broj LDL receptora na površini stanice i time dovođenje novih LDL čestica
- aktivira enzim u stanici koji povećava preobrazbu viška kolesterola u oblik pogodniji za skladištenje

Time su otkrili novi način endocitoze tvari u stanicu, poboljšali shvaćanje metabolizma kolesterola i bolesti koje nastaju njegovim poremećajem. 
Njihovo otkriće dovelo je i do razvoja posebe skupine lijekova koji se nazivaju statini, a snižavaju razinu kolesterola u krvi. 

## Vanjske poveznice
- Nobelova nagrada - životopis (engl.)